# Абатство Вал Дийо
Абатство Вал Дийо (на френски: Abbaye du Val-Dieu) е католическо цистерцианско абатство в близост до селцето Сен Жан Сарт, община Обел, провинция Лиеж, Източна Белгия.

## История
Абатство Вал Дийо е основано от монаси цистерцианци през 1216 г. През Средните векове абатството е разрушавано неколкократно. Първоначалната манастирска църква е разрушена през 1287 г. по време на Войната за наследството на Лимбург. Църквата я е възстановена едва през 1331 г.
През 1574 г. по време на Осемдесетгодишната война войнстващи протестанти подпалват църквата и манастира, като последващата реконструкция е завършена през 1625 г. През 1683 г. манастирът отново е опустошен от войските на френския крал Луи XIV.
Под ръководството на абат Жан Дюбоа, от 1711 г.до 1749 г., абатството достига своя най-процъфтяващ период.
По време на Френската революция, през 1796 г. абатството е конфискувано в полза на Френската република. Манастирският комплекс е продаден на търг през 1798 г., на тогавашния абат на манастира успява да купи църквата, манастира, градината и фермата. След смъртта му, всичко става собственост на семейството му.
През 1844 г., монашеския живот в абатството е възстановен. През 2001 г. последните трима цистерциански монаси напускат абатството.

## Абатска бираВал Дийо
В абатството бира се вари още през Средните векове, но през ХVІІІ век пивоварството е преустановено. Производството е възстановено едва през 1997 г., когато в абатската пивоварна започва да се вари абатска бира с марката „Val-Dieu“, които се предлагат на пазара в магазина към манастира.
Търговския асортимент на бирата Val-Dieu включва следните марки:
- Val-Dieu Blonde – светла блонд бира с алкохолно съдържание 6 %.
- Val-Dieu Brune – тъмна дубъл бира с алкохолно съдържание 8 %.
- Val-Dieu Triple – светлокехлибарена силна бира с алкохолно съдържание 9 %.
- Val-Dieu Grand Cru – тъмнокафява силна бира с алкохолно съдържание 10,5 %.
- Val-Dieu Bière de Noël – тъмна коледна бира с алкохолно съдържание 7 %, която се продава през зимните месеци – декември – януари.

„Val-Dieu“ e една от белгийските марки бира, които имат правото (от 1999 г.) да носят логото „Призната белгийска абатска бира“ (Erkend Belgisch Abdijbier), обозначаващо спазването на стандартите на „Съюза на белгийските пивовари“ (Unie van de Belgische Brouwers).

## Абатско сирене Вал Дийо
С марката Abbaye du Val-Dieu се прави и пресовано сирене, с уникален вкус.